# 半韻
半韻（はんいん、Half rhyme aka slant, sprung ,near rhyme）は語の中の最後の子音に置かれた子音韻のこと。多くの半韻は視覚韻である。アイルランド語、スコットランド英語、ウェールズ語、アイスランド語の詩で広く使われる。「ill」と「shell」、「dropped」と「wept」などがその例である。
半韻が英語詩でポピュラーになったのは、ウィリアム・バトラー・イェイツとジェラード・マンリ・ホプキンスが作品で使ってからである。20世紀になると、半韻は英語圏の詩人たちに広く使われるようになった。イェーツの詩の多くがそうだが、半韻はしばしば、正規の押韻、類韻、Pararhyme（en:Pararhyme）といった他の韻と混ぜて使われる。
When have I last looked on
The round green eyes and the long wavering bodies
Of the dark leopards of the moon?
All the wild witches, those most noble ladies,
-- イェイツ『Lines written in Dejection』
上の例では、「on」と「moon」、「bodies」と「ladies」が半韻である。
アメリカ合衆国の詩人エミリー・ディキンソンも作品の中でしばしば半韻を使用した。（半韻のところは太字）
Hope is the thing with feathers
That perches in the soul,
And sings the tune without the words,
And never stops at all.
-- エミリー・ディキンソン『Hope is the thing with feathers』